# Jan van Kessel, o Jovem
Jan van Kessel, o Jovem (Antuérpia, 1654 - Madrid, 1708) foi um pintor flamenco, filho de Jan van Kessel (1626-1679).

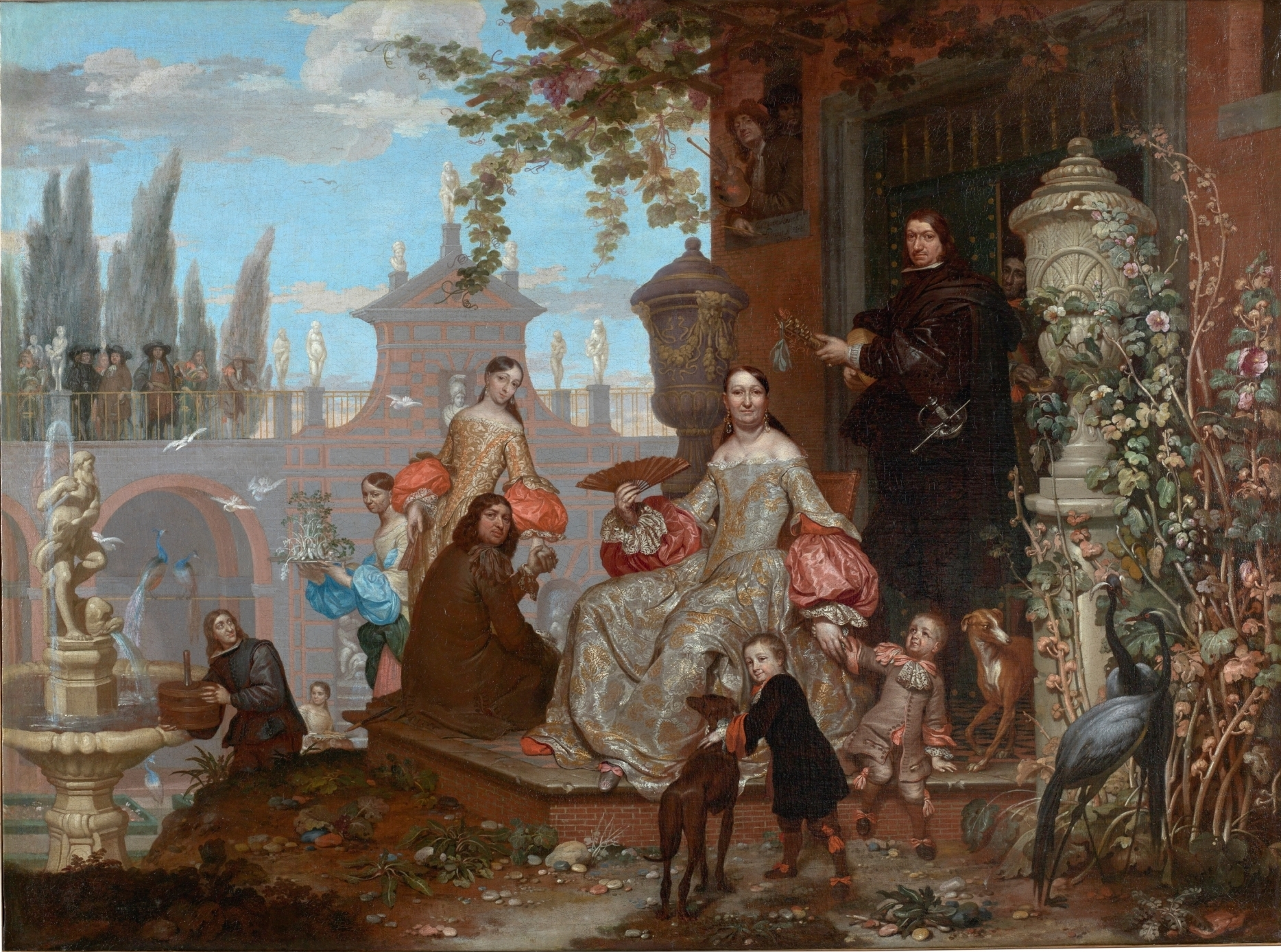
Retrato de uma família em um jardim, 1679
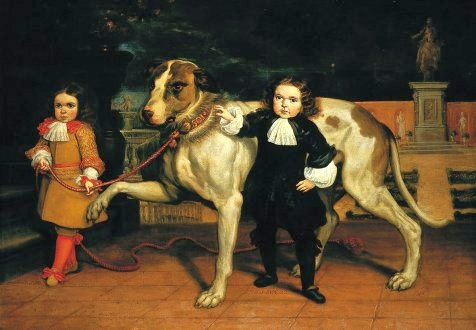
Anões com um cão